# Henrik Møllgaard
Henrik Møllgaard (Bramming, 2 de enero de 1985) es un jugador de balonmano danés que juega de lateral izquierdo en el Aalborg HB y en la Selección de balonmano de Dinamarca.

Con la selección ganó la medalla de oro en los Juegos Olímpicos de Río de Janeiro 2016 en el Campeonato Mundial de Balonmano Masculino de 2019 y en el Campeonato Mundial de Balonmano Masculino de 2021, y la medalla de plata en el Campeonato Mundial de Balonmano Masculino de 2013 y en el Campeonato Europeo de Balonmano Masculino de 2014.

## Palmarés

### Selección nacional
| Juegos Olímpicos   | Juegos Olímpicos             | Juegos Olímpicos  | Juegos Olímpicos |
| Año                | Lugar                        | Medalla           |                  |
| ------------------ | ---------------------------- | ----------------- | ---------------- |
| 2016               | Río de Janeiro               | Medalla de oro    |                  |
| 2020               | Tokio                        | Medalla de plata  |                  |
| 2024               | París                        | Medalla de oro    |                  |
| Campeonato Mundial |                              |                   |                  |
| Año                | Lugar                        | Medalla           |                  |
| 2013               | España                       | Medalla de plata  |                  |
| 2019               | Alemania y Dinamarca         | Medalla de oro    |                  |
| 2021               | Egipto                       | Medalla de oro    |                  |
| 2023               | Polonia y Suecia             | Medalla de oro    |                  |
| 2025               | Croacia, Dinamarca y Noruega | Medalla de oro    |                  |
| Campeonato Europeo |                              |                   |                  |
| Año                | Lugar                        | Medalla           |                  |
| 2014               | Dinamarca                    | Medalla de plata  |                  |
| 2022               | Hungría y Eslovaquia         | Medalla de bronce |                  |
| 2024               | Alemania                     | Medalla de plata  |                  |

### Kolding
- Liga danesa de balonmano (2): 2006, 2009
- Copa de Dinamarca de balonmano (1): 2007

### Aalborg
- Liga danesa de balonmano (4): 2010, 2019, 2020, 2021, 2024
- Copa de Dinamarca de balonmano (3): 2012, 2018-19, 2021

### PSG
- Liga de Francia de balonmano (3): 2016, 2017, 2018
- Supercopa de Francia (1): 2016
- Copa de la Liga de balonmano (2): 2017, 2018
- Copa francesa de balonmano (1): 2018

## Clubes
- KIF Kolding (2005-2009)
- Aalborg HB (2009-2012)
- Skjern HB (2012-2016)
- Lekhwiya SC (2014) (cedido)
- PSG (2015-2016) (cedido)[6]
- PSG (2016-2018)
- Aalborg HB (2018- )